# Козлова Ніколь Дмитрівна
Ніколь Дмитрівна Козлова (нар. 8 липня 2000, Торонто) — українська футболістка, нападниця національної збірної України.

## Кар'єра
Ніколь Козлова народилася в Торонто, Онтаріо, в родині українців — Дмитра та Ольги Козлових. Ніколь має також молодшу сестру Майю та трьох братів — старшого Кирила, молодших Антона і Петра.
У 2018 році місцем навчання Козлової був Вірджинський Тек, де вона виступала за місцеву футбольну команду «Virginia Tech Hokies women's soccer».
У 2016 році Ніколь Козлова взяла участь у одному матчі за ФК «Аврора Юнайтед», після чого долучилась до команди «Вудбрідж Страйкерс», у складі якої забила 11 голів у першій лізі Онтаріо .
Після цього українська гравчиня розпочала свою футбольну клубну кар'єру на європейському континенті. У 2022 році Козлова приєдналася до жіночої команди футбольного клубу «Кеге» з Данії. У складі датської команди двічі вигравала чемпіонат країни.
Коли Ніколь було 23 роки у неї з'явилось бажання виступати на своїй історичній батьківщині, тому вона підписала річну угоду з українською «Ворсклою». За сезон Козлова виграла золоті медалі чемпіонату України та національний кубок.
У липні 2024 року українська нападниця підписала контракт із клубом шотландської жіночої прем'єр-ліги «Глазго Сіті»

## Кар'єра в збірній
Завдяки подвійному громадянству Козлова почала викликатися Федерацією футболу України у віці шістнадцяти років та була включена до складу збірної до 17 років. Починаючи з 2017 року виступала у складі команди WU-19
У 2019 році надійшов перший виклик до  національної збірної  від тренерки Наталії Зінченко, яка включила Козлову до складу команди на кваліфікаційну гру до Чемпіонату Європи 2022 року проти збірної Німеччини. 5 жовтня Ніколь Козлова в тій грі замінила на 73-й хвилині Тамілу Хіміч, коли збірна України вже поступалася німкеням з крупною різницею в рахунку, кінцевий результат матчу 8-0.
Пізніше Зінченко також викликала Козлову на Кубок Пінатара 2020, де 7 березня 2020 року вона забила свій перший гол за збірну, відкривши рахунок на 18-й хвилині в переможному матчі проти Північної Ірландії (4:0).
18 вересня 2020 року Козлова вперше вийшла у стартовому складі в офіційному матчі за збірну у грі проти Чорногорії, а 22 вересня того ж року відзначилася дублем у ворота збірної Греції.
Після зміни тренерів у збірної України, коли її у 2021 році очолив іспанець Луїс Кортес та у 2023 році українець Володимир Пятенко, довіра до Козлової не ослабла і її продовжували викликали для участі відбіркових матчах до чемпіонату світу 2023 року та чемпіонату Європи 2025 року, а також на матчі жіночої Ліги Нації.

## Громадська діяльність
Родина Ніколь і американська жіноча футбольна ліга розробили проєкт, у рамках якого щороку одна українська спортсменка має можливість поїхати на навчання до Північної Америки. Першою хто з українських гравчинь переїхала до США по цій програмі, стала 16-річна Юлія Христюк, яка підписала контракт з одним із американських клубів.
Активно підтримувала українців після російського вторгнення в Україну та переїхала зі Скандинавії до України під час війни.